# Bertrand Lagier
Betrand Lagier, o Atgier, o  Ateger, o Lagery (Figeac, 1320 – Avignone, 8 novembre 1392), è stato un cardinale e vescovo cattolico francese.

## Biografia
Dopo essere entrato molto giovane nell'Ordine dei frati minori, studiò a Parigi o a Tolosa. Fino al 1350 insegnò teologia ai frati del suo ordine e fu professore all'università di Montpellier. Papa Clemente VI gli conferì il titolo di magister in teologia il 13 dicembre 1351, quando già insegnava ad Assisi.
Il 18 dicembre 1357 fu eletto vescovo di Assisi da papa Innocenzo IV e il 24 gennaio 1368 fu trasferito alla diocesi di Glandèves.
Nel concistoro del 30 maggio 1371 fu creato cardinale da papa Gregorio XI e ricevette il titolo di Santa Prisca. Nel 1375 optò per il titolo di Santa Cecilia.
Partecipò al conclave del 1378 che elesse papa Urbano VI e nell'aprile dello stesso anno optò per l'ordine dei cardinali vescovi ed ebbe le sedi suburbicarie di Ostia e Velletri, ritenendo in commenda il titolo di Santa Cecilia.
Nel settembre dello stesso anno prese parte al conclave avignonese che elesse l'antipapa Clemente VII e si trasferì nella città francese. Rimase poi nell'obbedienza avignonese fino alla morte.
Incoronò e consacrò Luigi I d'Angiò.
Scrisse i trattati Contra errores et ritus graecorum e De schismate et contra haereses sui temporis.